# Sperrylit
Sperrylit – minerał platyny z gromady arsenków, arsenek platyny PtAs2.

## Właściwości
Występuje w skupieniach ziarnistych, chociaż zazwyczaj  nie wykształca prawidłowych ziarn. Rzadko tworzy kryształy. Wykazuje izostrukturalność względem pirytu (FeS2). Wrostki tego minerału znajdowane są w pirotynie, pentlandycie, chalkopirycie i im podobnym.
Teoretycznie zawiera do 43,44% wagowych arsenu oraz 56,56% platyny, jednakże spotykane są domieszki irydu do 5% oraz rodu do 1,7% wagowego.

## Występowanie
Jest w przeważającej ilości produktem likwacyjnej dyferencjacji magmy. Występuje głównie w zasadowych skałach magmowych i ze względu na jego dużą wytrzymałość na wietrzenie przedostaje się do skał osadowych. Spotykany także w kruszconośnych żyłach geotermalnych.  
Świat: Obficie występuje w Sudbury (Kanada). 
Polska: nie występuje.

## Zastosowanie
W hutnictwie stanowi główną rudę platyny.